# Javaans hert

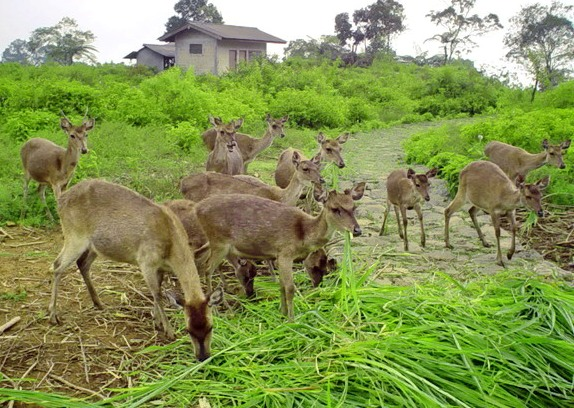
Kudde Javaanse herten, Cervus timorensis

Het Javaans hert (Rusa timorensis syn. Cervus timorensis), ook wel timorhert, manenhert of rusa genoemd, is een Indonesische hertensoort.

## Kenmerken
Het Javaans hert heeft een grijzig donkerbruine vacht. De buikzijde en de onderzijde van de staart zijn lichter van kleur. De staart heeft dezelfde kleur als de rest van de vacht, met een pluim aan de punt. Jonge dieren zijn ongevlekt. De oren zijn breed en licht afgerond. De poten zijn vrij kort. Het gewei, dat alleen door het mannetje wordt gedragen, is getakt als dat van de sambar en heeft zes punten, maar is kleiner, 65 tot 75 cm lang, bij hoge uitzondering tot 111 cm.
Het Javaans hert heeft een lichaamslengte van 142 tot 185 cm. De staart is 20 cm lang. De schouderhoogte van het mannetje is 83 tot 110 cm, van het vrouwtje 86 tot 98 cm. Het lichaamsgewicht is 50 tot 115 kg.
Het Javaans hert lijkt op de verwante sambar (Cervus unicolor), maar is kleiner, met een dunne staart en een afwijkend gewei: de buitenste tak van de topvork is veel kleiner dan de binnenste tak, terwijl het bij het gewei van een sambar juist groter is.

## Verspreiding en leefgebied
Deze soort kwam waarschijnlijk oorspronkelijk alleen voor op de eilanden Java en Bali, maar is lang geleden al geïntroduceerd op Celebes, in de Molukken en in de Kleine Soenda-eilanden. De introducties in Australië, Nieuw-Guinea (inclusief Nieuw-Brittannië en de Aru-eilanden), Nieuw-Zeeland, Nieuw-Caledonië, Fiji, Christmas Island, Madagaskar, de Comoren en Mauritius zijn van latere datum. Het Javaans hert komt in een grote variatie aan habitats voor, waaronder in parklandschap, open, schaars begroeide graslanden, plantages en dichte loofbossen.

## Leefwijze
Het Javaans hert eet voornamelijk gras en kruiden, aangevuld met bladeren en knoppen van bomen en struiken. Vooral aan het begin van het regenseizoen voedt het zich met nieuwe bladeren. Het dier graast voornamelijk 's nachts, maar ook overdag. Het Javaans hert drinkt zelden; hij haalt het meeste vocht uit zijn voedsel. Dit stelt hem in staat om in drogere gebieden te overleven dan andere hoefdieren. Dieren die aan de kust leven kunnen zeewater drinken om zout binnen te krijgen.
Het is voornamelijk 's nachts actief, maar laat zich ook overdag zien. In rust verstopt het zich tussen dichte begroeiing als struiken. Het Javaans hert is een goede zwemmer.
Het Javaans hert is een voornamelijk sociale soort. Hinden leven met hun kalveren in kleine groepen van tien tot twintig dieren, bokken leven buiten de paartijd solitair of in vrijgezellengroepen met andere hertenbokken. Soms wordt het Javaans hert in kudden aangetroffen met wilde runderen.
Paringen kunnen het gehele jaar door plaatsvinden, maar op Java is een piek in paringen aangetroffen tussen juli en september. Tijdens de balts versiert het mannetje zijn gewei met grassen en twijgen, waarschijnlijk om andere mannetjes te imponeren. Ook laat hij in die periode een schelle brul horen. Na een draagtijd van 250 tot 280 dagen wordt één, soms twee jongen geboren. Na zes tot acht maanden wordt het jong gespeend en na 18 tot 24 maanden is het geslachtsrijp.
Het Javaans hert wordt veelvuldig bejaagd op de eilanden. Belangrijke vijanden zijn naast de mens de rode hond, pythons, krokodillen en de komodovaraan. Een volgroeide varaan kan een volwassen hert in twintig minuten doden en opeten. Bij gevaar slaakt het hert een blaffende alarmkreet. Anders dan de meeste andere herten houdt het Javaans hert zijn staart niet opgericht in de vlucht.